# Perclorato de potasio
El perclorato de potasio es la sal inorgánica con la fórmula química KClO4.  Al igual que otros percloratos, esta sal es un fuerte oxidante y potencialmente reacciona con muchas sustancias orgánicas. Es obtenido usualmente como un sólido cristalino incoloro. Es un oxidante común usado en fuegos artificiales, municiones cápsulas fulminantes, explosivos primarios, y es usado de diversas formas en propergol, pólvora destellante, "estrellas", y luces de bengala. Ha sido usado como oxidante en propergoles para cohetes de combustible sólido, aunque en esa aplicación ha sido reemplazado en su mayoría por el perclorato de amonio que tiene mayor rendimiento. El KClO4 tiene la más baja solubilidad de los percloratos de metales alcalinos (1.5 g en 100 ml de agua a 25 °C).

## Producción

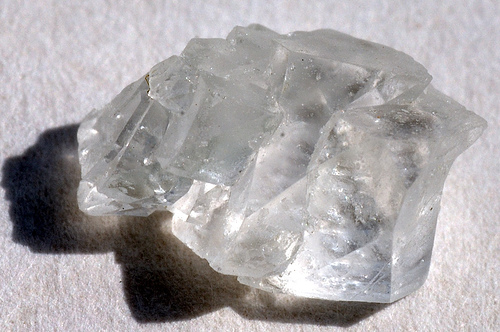
Perclorato de potasio en forma cristalina

El KClO4 es preparado industrialmente mediante el tratamiento de una disolución acuosa de perclorato de sodio con Cloruro de potasio. Esta única reacción de precipitación aprovecha la baja solubilidad del KClO 4 , que es aproximadamente 1/100 de la solubilidad del NaClO 4 (209,6 g/100 ml a 25 °C).  Esta simple reacción de precipitación explota la baja solubilidad del KClO4, que es alrededor de 100 veces menor que la del NaClO4 (209.6 g/100 ml a 25 °C).
También se puede producir burbujeando cloro gaseoso a través de una solución de clorato de potasio e hidróxido de potasio, y mediante la reacción del ácido perclórico con hidróxido de potasio; sin embargo, esto no se usa ampliamente debido a los peligros del ácido perclórico.
Otra preparación implica la electrólisis de una solución de clorato de potasio, lo que provoca que se forme KClO 4 y precipite en el ánodo. Este procedimiento se complica por la baja solubilidad tanto del clorato de potasio como del perclorato de potasio, el último de los cuales puede precipitar sobre los electrodos e impedir la corriente.

## Propiedades oxidantes
El KClO4 es un oxidante en el sentido que transfiere exotérmicamente oxígeno a los materiales combustibles, incrementando ampliamente su tasa de combustión relativa a la que presentan en el aire. Así, con glucosa se obtiene dióxido de carbono:
3 KClO4  +  C6H12O6   →   6 H2O  +  6 CO2  +  3 KCl
La conversión de glucosa sólida en CO2 gaseoso caliente es la base de la fuerza explosiva de esta y otras mezclas de este tipo. Incluso con caña de azúcar, el KClO4 forma un pequeño explosivo, que provee el confinamiento necesario. De otra manera tales mezclas simplemente deflagran con una intensa llama púrpura característica del potasio. Las composiciones explosivas usadas en petardos consisten usualmente en polvo fino de aluminio mezclado con perclorato de potasio.
Como un oxidante, el perclorato de potasio puede ser usado de manera segura en la presencia de azufre, mientras que el clorato de potasio no puede. La mayor reactividad del clorato es típica, ya que los percloratos son cinéticamente oxidantes más pobres. El clorato produce ácido clórico, que es altamente inestable y puede llevar a una ignición prematura de la composición. Correspondientemente, el ácido perclórico es bastante estable.

## En medicina
El perclorato de potasio puede ser usado como un agente antitiroideo usado para tratar el hipertiroidismo, usualmente en combinación con otra medicación. Esta aplicación explota los similares radios iónicos y la hidrofilicidad del perclorato y el yoduro.